# Suillus placidus
Suillus placidus (Bonord.) Sing. Farlowia 2: 42 (1945)
Il Suillus placidus, comunemente chiamato Pinarolo, è un fungo edule appartenente alla famiglia delle Suillaceae.

È un fungo abbastanza comune e conosciuto nell'Italia settentrionale, specialmente su Alpi e Dolomiti.

## Descrizione della specie
Cappello
fino a 12 cm di larghezza, inizialmente emisferico, poi convesso, infine spianato; presenta cuticola viscosa asportabile; di colore bianco oppure bianco sporco con tonalità giallastre, vira al grigiastro se manipolato.
Tubuli
Leggermente decorrenti.

Inizialmente bianchi, poi giallastri oppure leggermente ocra.
Pori
Piccoli, circolari, concolori ai tubuli.
Gambo
Slanciato, raggiunge i 15 cm, generalmente sottile (2/3 cm), pieno, cilindrico, a volte irregolare; di colore bianco sporco con diffuse maculature longitudinali color marroncino/ocra.
Carne
Bianco-sporca oppure leggermente giallastra, vira debolmente al rossiccio/lilacino.
- Odore: subnullo, leggermente fruttato.
- Sapore: dolce e leggermente acidulo.

Microscopia
Spore7-9 x 2,5-3,2 µm, ellissoidali, lisce, bruno-ocracee in massa.
Basidi24-28 x 6-7 µm, clavati, tetrasporici.
Pleurocistidi49-60 x 6-9 µm, sub-cilindrici.

## Habitat
Cresce dall'inizio dell'estate all'autunno, nei boschi di pino.

## Commestibilità
Buona, si consiglia di asportare la cuticola dal cappello in quanto spesso risulta indigesta oppure "lassativa" (non è velenosa, come erroneamente riportato da alcuni testi).

## Specie simili
- A volte può essere scambiato con Suillus granulatus.

## Sinonimi e binomi obsoleti
- Boletus placidus Bonord., Beitr. Mykol. 19: 204 (1861)
- Gyrodon placidus (Bonord.) Fr.
- Ixocomus placidus (Bonord.) E.-J. Gilbert, Bolets (Paris): 134 (1931)
- Suillus plorans subsp. placidus (Bonord.) Pilát,: pl. 7 (1961)
- Suillus plorans subsp. placidus (Bonord.) Pilát, 2: pl. 7 (1959)